# Berberis ×ottawensis
Berberis ×ottawensis ist eine Pflanzenart aus der Gattung der Berberitzen (Berberis). Sie ist eine Hybride aus der Thunberg-Berberitze (Berberis thunbergii) und der Gewöhnlichen Berberitze (Berberis vulgaris). Berberis ×ottawensis entstand zu Beginn des 20. Jahrhunderts in Ottawa (Kanada).

## Beschreibung
Der sommergrüne (laubabwerfende) Strauch kann bis 1,3 Meter hoch werden; er weist nur wenige weiche Dornen auf. Die mittelgrünen Laubblätter sind verkehrt-eiförmig, bis 3,3 Zentimeter lang und sind teils ganzrandig, teils gezähnt. Im Herbst nehmen sie eine gelbbunte Farbe an. Die gelben Blüten erscheinen im Mai und stehen zu 5 bis 10 in lang gestielten Büscheln oder Dolden. Die Früchte sind eiförmig und rot.

## Verwendung
Berberis ×ottawensis ist als Zuchtform entstanden und wird häufig als Zierstrauch verwendet; sie ist winterhart.

## Zuchtformen
- 'Auricoma' mit an den Trieben intensiv purpurnen, später grünen Blättern; zahlreiche gelbe Blüten, die rot überlaufen sind.
- 'Purpurea' ist ein Synonym für 'Superba'.
- 'Silver Miles' dunkelrotpurpurne Blätter die silber überhaucht sind
- 'Superba' kann bis 4 Meter hoch werden; die Blätter werden bis 5 Zentimeter lang und sind braun bis schwarzrot und metallisch glänzend; die Blüten sind rötlich-gelb; Pflanzen dieser Hybride können leicht mit denen der Thunberg-Berberitze (Berberis thunbergii var. 'Atropurpurea') verwechselt werden.